# HIMARS
M142 高機動ロケット砲システム（こうきどうロケットほうシステム、High Mobility Artillery Rocket System, HIMARS）は、長射程の阻止砲撃用としてアメリカ陸軍が開発した装輪式自走多連装ロケット砲。
HIMARS（ハイマース）と呼ばれ、MLRSの小型版として主にアメリカ軍の緊急展開部隊である空挺部隊と海兵隊、迅速な輸送で集中的な運用が可能な軽歩兵師団に配備されている。

## 概要

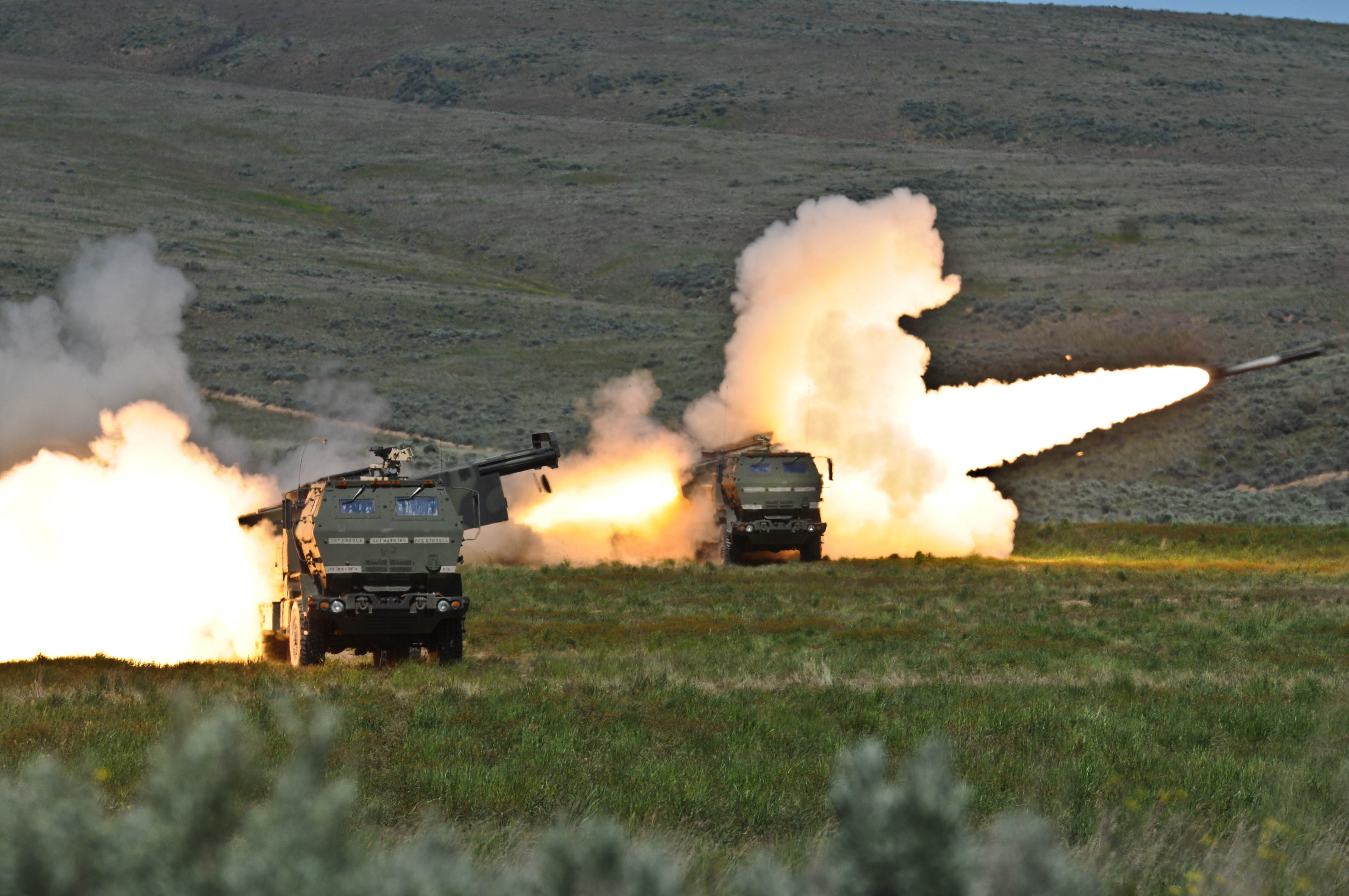
ロケット弾を発射するHIMARS

従来から配備されていた自走多連装ロケット砲のMLRSは、湾岸戦争時に絶大な破壊力と長距離支援能力を示した。一方で、車両重量が約25トンと、その輸送にはC-5 ギャラクシーやC-17 グローブマスター IIIなど大型輸送機が必要で、海外への迅速な部隊展開には制約があることも明らかとなった。そこで、緊急展開部隊にも利用可能な面制圧可能な支援兵器として、FMTV（中型戦術車両ファミリー）5トントラック6輪駆動タイプの車体に装甲キャブ・FCS・MLRSの発射装置などを搭載して、C-130 ハーキュリーズ/C-130J スーパーハーキュリーズでも輸送可能な長距離火力支援兵器として開発された。
車体後部にM26 ロケット弾なら6発、MGM-140 ATACMS地対地ミサイルなら1発を収納し、発射筒を兼ねるグラスファイバー製のLP（Launch Pod）と呼ばれるコンテナを1基収める箱型の旋回発射機を搭載しており、M270 MLRSで運用可能な各種のロケット弾とミサイルを含むMLRSファミリー弾薬(MFOM, MLRS Family of Munitions)と呼ばれる兵器群を全て発射することができる。対艦攻撃に用いることも想定されている。  
MLRSと比べて軽量・小型化されたため、自走による長距離移動も可能になり、生産・整備維持費も安価になった。

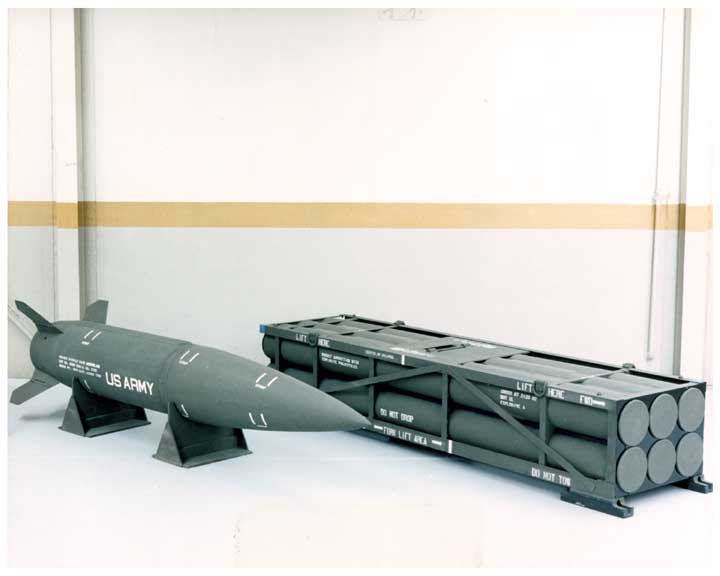
MGM-140 ATACMS地対地ミサイルと収納コンテナ（通常のロケット弾6発入りコンテナに擬装している）
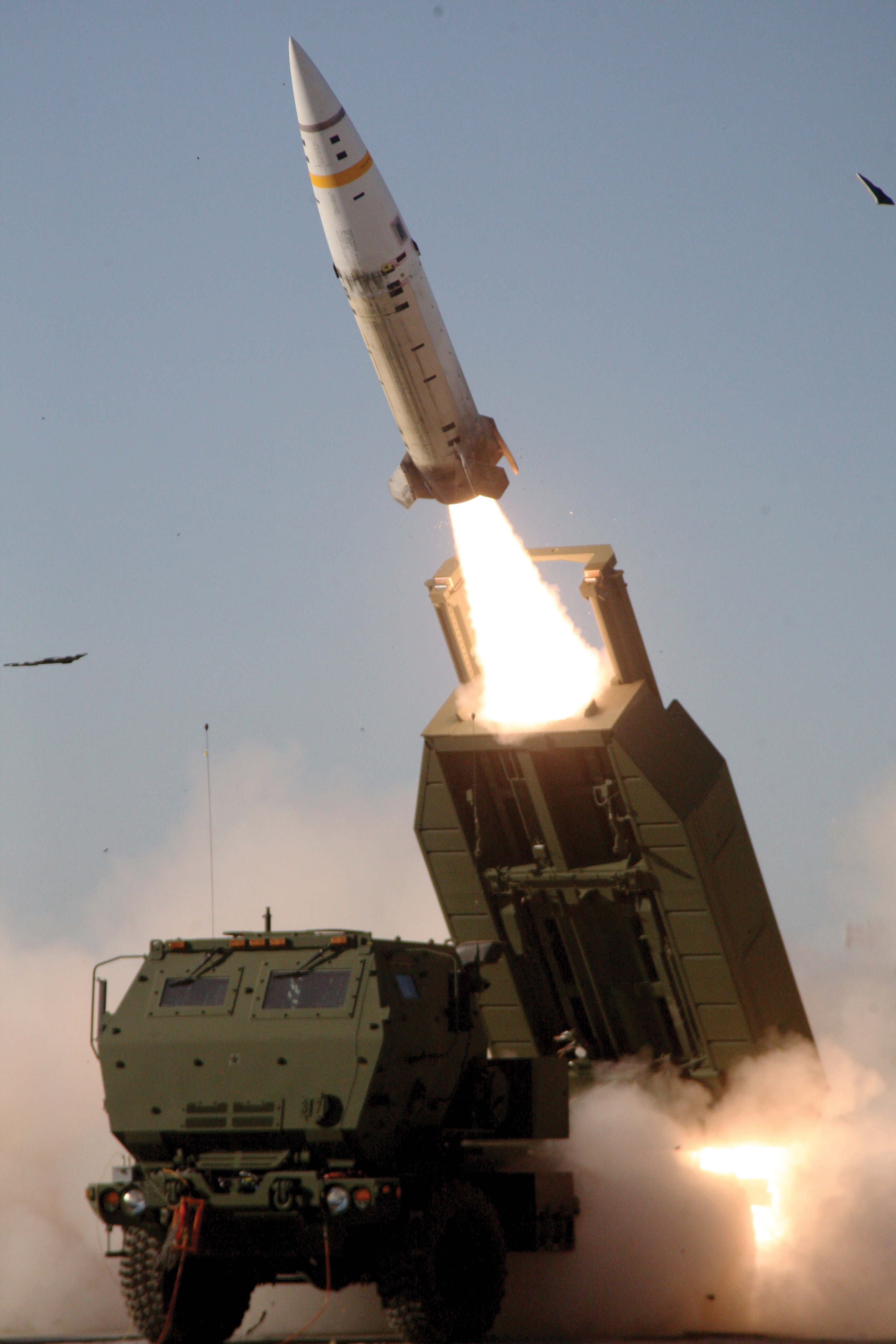
MGM-140 ATACMS地対地ミサイルを発射するHIMARS
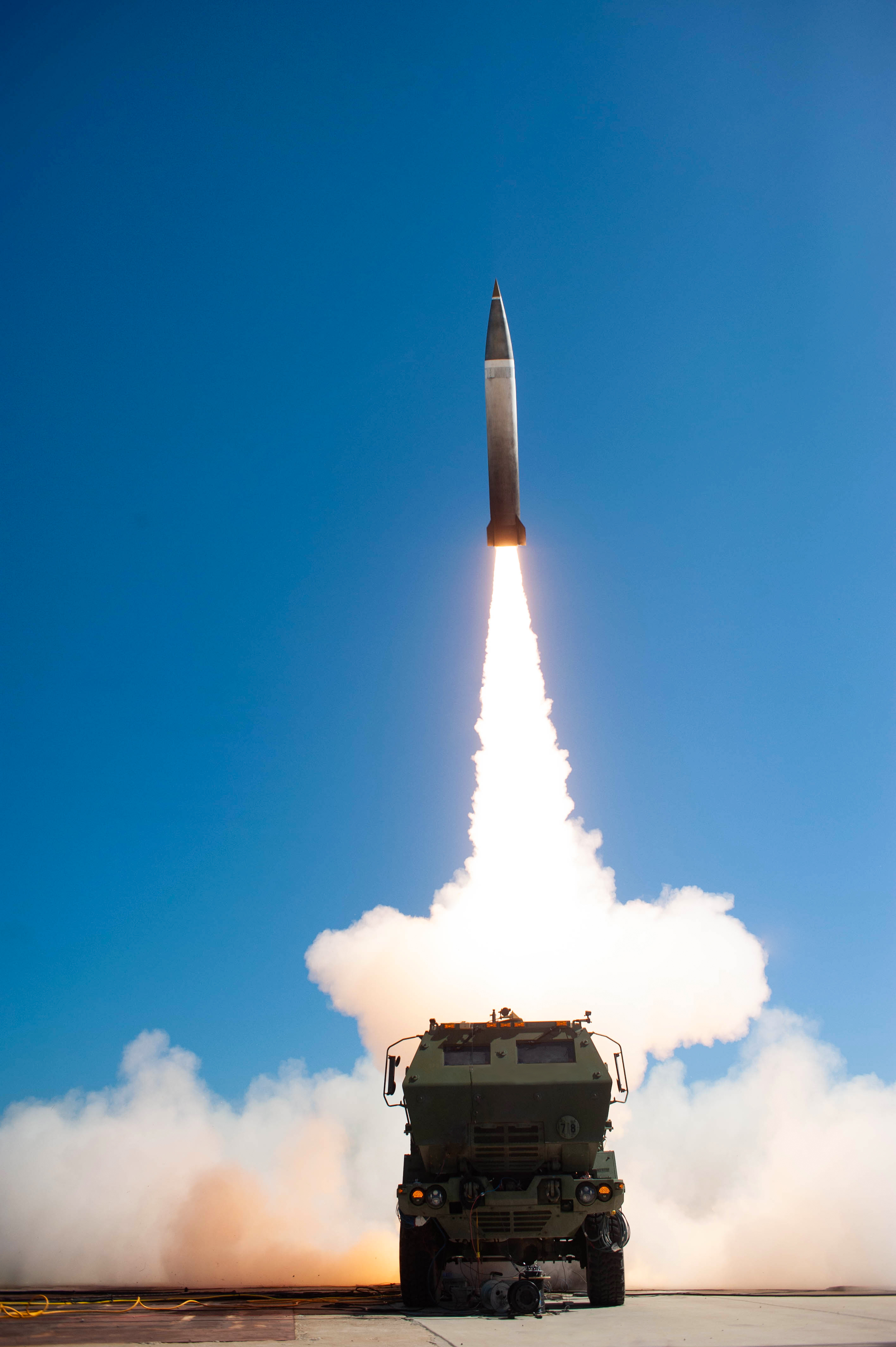
PrSM短距離弾道ミサイルを発射するHIMARS
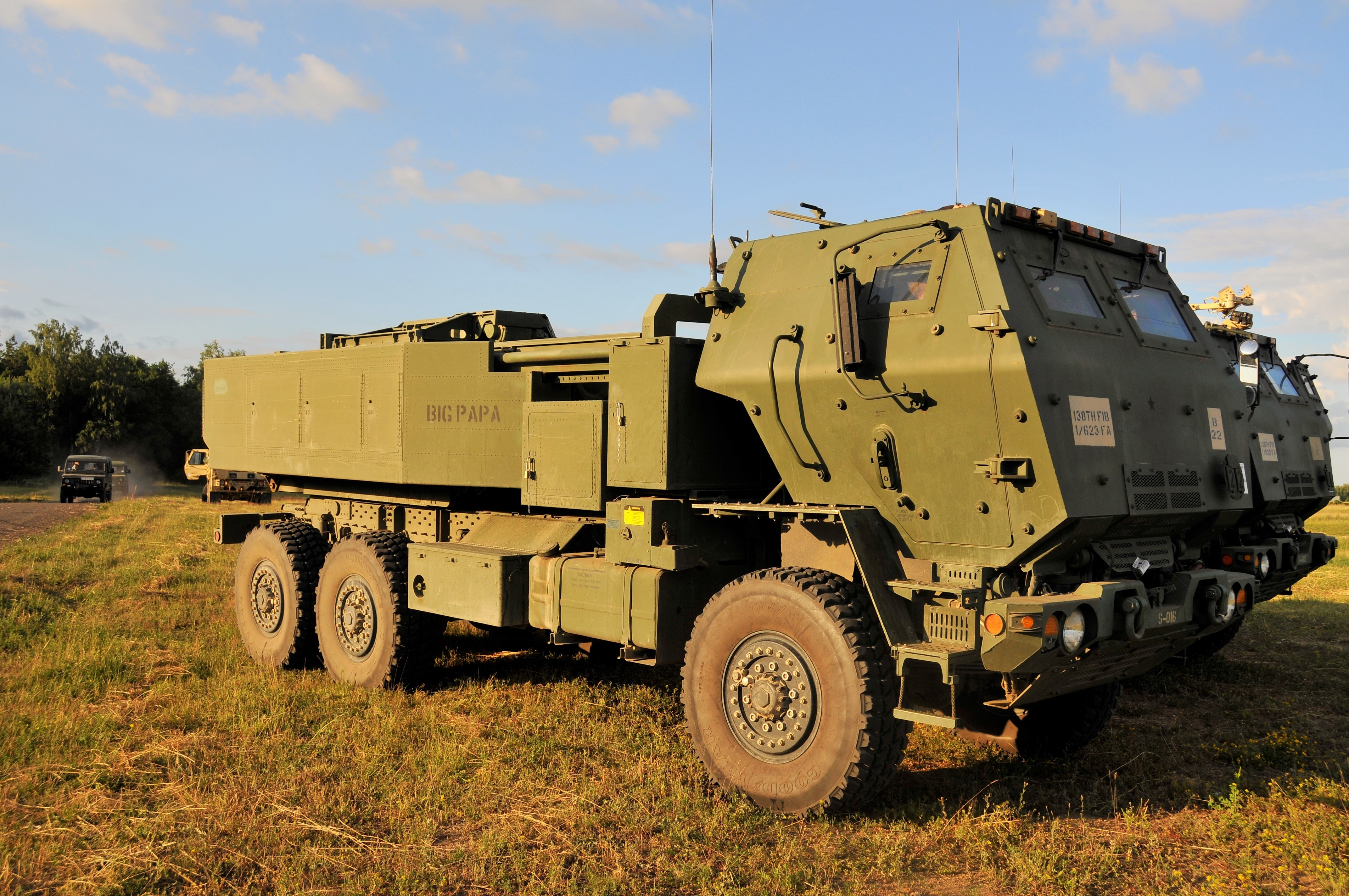
走行姿勢
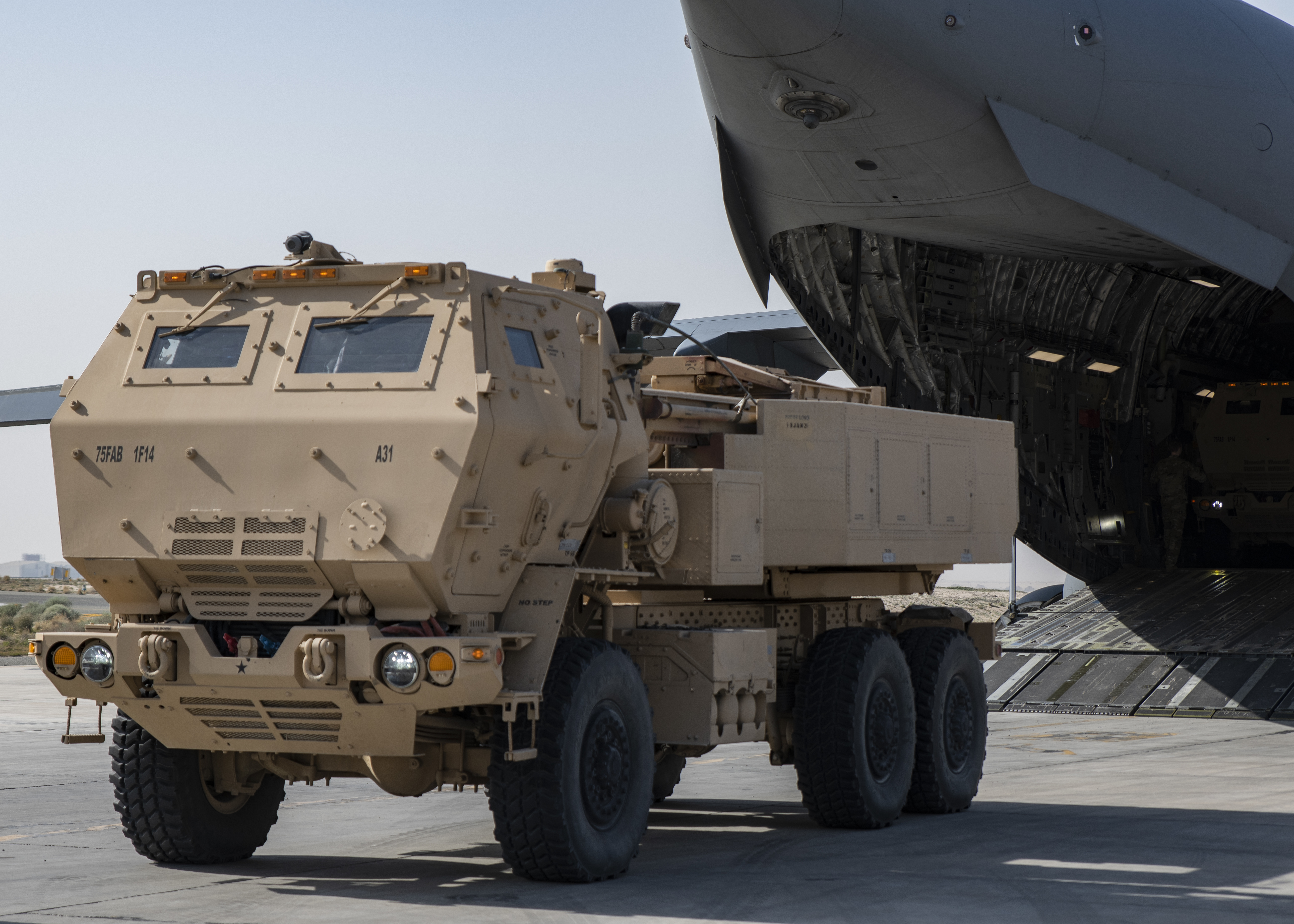
C-17輸送機への搭載

## 運用史

### アフガニスタン
2010年2月、アフガニスタンの国際治安支援部隊（ISAF）はモシュタラク作戦中にHIMARSから発射された2発のロケット弾が意図した標的の300メートル手前に着弾し、民間人12人が死亡したと公表した。ISAFはこの事件の検証が完了するまでHIMARSの運用を停止した。 検証の結果、民間人の死亡はタリバンが民間人を「人間の盾」として使ったためであり、その場所に民間人がいることをISAFは把握していなかったとして、HIMARSの運用が再開された。
2010年10月のニューヨークタイムズの報道では、HIMARSがタリバン司令官の隠れ家を攻撃し、一時的に多くの戦闘員をパキスタンに逃亡させたことによりカンダハルのNATO攻撃を支援した、と評価している。
2018年5月24日、HIMARSの攻撃により、アフガニスタンのムサカラでタリバンの戦闘員と指導者50人が死亡した。

### 対ISIL
2015年11月、米軍はHIMARSをイラクに配備し、その夏の初めからイスラム国（ISIL）の標的に少なくとも400発のロケット弾を発射したことを発表した。HIMARSはアンバール県のアル・アサード航空基地とアル・タカダム空軍基地に配置された。2016年3月、米軍のHIMARSはシリアの反政府勢力を支援するため、隣国ヨルダンに配備したHIMARSから初めてシリアのISILの標的にロケット弾を発射した。
2016年1月、ロッキードは、米軍によるHIMARS運用時間が100万時間に達したと発表した。
2016年4月、米国がISILとの戦闘の一環として、トルコのシリア国境付近にHIMARSを配備することが発表された。同年9月、米国国務省はトルコに配備されたHIMARSがシリアのISIL標的を攻撃したと発表した。
2016年10月、HIMARSはモースルの南約65kmのケイヤラ飛行場西部に配備され、モースルの戦いに参加した。
2017年6月、シリアのアルタンフにHIMARSが配備され、同地域で米国が支援する反政府勢力を支援した。
2018年9月、米国の支援部隊はデリゾール包囲戦においてシリア東部のシリア民主軍と連携し、1日に最大30回GMLRS弾でISISの拠点を攻撃した。この作戦で使われたHIMARSはISIL支配地域から約25km（16マイル）北に位置するウマル油田に配置された。

### ウクライナ侵攻
2022年6月1日、アメリカはロシアによるウクライナ侵攻を受けてHIMARSを4基ウクライナに供与することを発表した。ウクライナのオレクシー・レズニコフ国防大臣は、同年6月23日最初のHIMARSがウクライナに到着したと明らかにした。
6月25日、ウクライナ軍のザルジニー総司令官はHIMARSの実戦使用を開始し、「ウクライナ軍の砲兵が、我々、ウクライナの領土にある敵の軍事目標を攻撃した」とフェイスブック上で明らかにした。前日の6月24日には、第2弾となる4基が7月中旬に供与されることが発表された。
7月1日、アメリカの国防当局関係者は、ウクライナがロシアの司令部を破壊するために本兵器を使用していた明かし、さらに第3弾となる4基のHIMARSが7月8日に供与されると発表した。紛争の激化を避けるため、米国はウクライナがHIMARSロケットをロシア領内に発射することを制限しており、同じ理由からロシア国内の目標を容易に攻撃できる、より長射程ののATACMSをウクライナに供与していない。
7月20日には第4弾となる4基の供与が発表され、ウクライナに供与が発表されたHIMARSは合計16基となった。
ウクライナのレズニコフ国防大臣は、同国がロシアの効果的な抑制をするのにHIMARSとＭ270が少なくとも50台必要であり、効果的な反攻のためには少なくとも100台必要だと発言した。またこれまでに8基のHIMARSが敵の司令部や弾薬庫を約30か所破壊し、ロシア軍の侵攻を遅らせていると述べた。その発表では受領数が12基に達したことが明らかにされ、8月1日までには16基すべてを受領した。
2022年8月30日、ワシントンポスト紙は、ウクライナの主張として、木材で作った囮のHIMARSを使い、少なくとも10発のロシアの3M-54カリブル巡航ミサイルを引き寄せることに成功したと報じた。
9月28日、アメリカ政府はHIMARS 18基の追加供与を発表した。これはウクライナ軍の能力を中長期的に支援することを目的としたウクライナ安全保障支援イニシアティブの一部であり、アメリカ軍の在庫からの提供ではなく企業が新たに製造したものを引き渡すため、実際の供与は2〜3年かかる。また10月4日にアメリカ軍の在庫から4基のHIMARSを提供すると発表した。
2022年11月11日の時点で、米国の高官は5ヶ月間の運用で破壊されたHIMARSはないと述べている。ロシアのショイグ国防大臣はHIMARSがロシア軍にとって優先度が高い攻撃目標であると宣言しており、ウクライナ当局はロシアの神風ドローンをHIMARSに対する最大の脅威とみている。
2023年1月3日、ロシア国防省は、ロシアが併合を宣言したウクライナ東部ドネツク州の都市マキイフカがHIMARS6発の攻撃を受け、ロシア側は迎撃したが4発が着弾、軍関係者ら63人が死亡したと発表した。一方ウクライナ軍は2022年12月31日に攻撃し、ロシア兵400人が死亡したと主張した。
2023年5月6日、CNNは米英やウクライナの情報筋5人の話として、ロシア軍がジャミングを駆使してGPSによる誘導を狂わせることで、ロケット弾の目標命中を阻止しておりハイマースの有用性が低下していると報じた。アメリカやウクライナの当局者は妨害に対して、ソフトウェアを調整する方法を模索することを余儀なくされているが、対策が見つかってもロシアはその対策に対抗する措置を繰り出す「イタチごっこ」が続いているという。
2024年3月6日、ロシア軍がHIMARSを撃破した動画がインターネット上で公開された。映像で撃破が確認されたのは初めてで、イスカンデル短距離弾道ミサイルによって撃破された。

## 運用国

### 現在の運用国
アメリカ合衆国
- アメリカ陸軍
- 陸軍州兵
- アメリカ海兵隊

 ルーマニア
- ルーマニア陸軍 - 36基

 シンガポール
- シンガポール陸軍 - 24基

 ウクライナ
- ウクライナ陸軍 - 39基（内2台は大破、2台は修理のためアメリカに輸送）

 アラブ首長国連邦
- アラブ首長国連邦陸軍 - 32基

 ヨルダン
- ヨルダン陸軍 - 12基

 台湾
- 中華民国陸軍 - 2020年、米国政府は11基の輸出を承認し、2024年10月、台湾に到着した。11基は台湾西部に優先的に配備される。なお、11基の弾薬として要求したATACMS 64発も到着したと報じられている。2023年、調達を予定した155mm自走榴弾砲「M109A6」がウクライナ戦争の影響で売却中止となったことに伴い、HIMARS19基の追加導入を決定している。

### 調達予定国
オーストラリア
- オーストラリア陸軍 - アメリカ国防総省は「オーストラリア陸軍が10億から20億ドルのコストで20基の購入を要請、アメリカ政府が売却を承認した」と発表した。2022年と2023年に計42両が発注され、2025年3月に最初の2両の引き渡しが報じられた。

 バーレーン
- バーレーン陸軍 - 2025年8月14日、アメリカ国務省はバーレーンから要請のあった総額5億ドルでの4基のHIMARSおよび関連装備品の売却を承認したと発表した。

 エストニア
- エストニア陸軍 - 2022年7月15日、アメリカ政府は総額5億ドルの武器支援パッケージの一部として6基の売却を承認、2022年12月に契約が締結された。2025年4月30日に6両が引き渡された。

 ラトビア
- ラトビア陸軍 - 2022年10月12日、ラトビア国防省は同国が6基を調達予定と発表した。

 リトアニア
- リトアニア陸軍 - 2022年11月9日、アメリカ政府は8基の発射機とATACMSを含む800発以上のミサイルの売却を承認、2022年12月に契約が締結された。

 オランダ
- オランダ陸軍 - 2023年2月、アメリカ政府は20基の発射機とATACMSを含むミサイルの売却を承認した。

 ポーランド
- ポーランド陸軍 - 2018年11月29日、アメリカ政府はポーランドへの20基、2023年2月には486基の売却を承認した。この内468基分は発射装置のみを購入し、ポーランドのJelcz6×6シャーシに搭載予定。

 クロアチア
- クロアチア陸軍 - クロアチア国防省は2024年8月23日、「陸軍近代化のためHIMARSを調達する計画だ」「年内に米国と政府間協定に署名する予定」と発表した。

## 無人化
2021年6月16日、アメリカ陸軍が無人ミサイル発射車両の試験を行ったと発表した。この車両はHIMARSを無人化したものでAML（Autonomous Multidomain Launcher)と呼称されている。

## 登場作品

### 映画
『トランスフォーマー/リベンジ』
終盤の対ディセプティコン戦で登場。MLRSなどとともにザ・フォールンを攻撃する。

### ゲーム
『バトルフィールドシリーズ』
『BF3』
DLC「Armored Kill」にて、「M142」の名称で自走砲として実装される。
『BF4』
マルチプレイに自走砲として「M142」の名前で登場。
『エースコンバット7』
オーシア国防陸軍が運用している。